# 미노베 가즈야스
미노베 가즈야스(일본어: 見延 和靖, 1987년 7월 15일~)는 일본의 펜싱 선수로 주 종목은 에페이다. 2018-19 시즌에 개인 세계 랭킹 1위에 올랐으며, 선수 기간 동안 펜싱 월드컵에서 금메달 3개를 획득했다. 2020년 하계 올림픽 에페 단체전에서 금메달을 획득하며 일본 최초의 올림픽 펜싱 금메달리스트가 되었다.